# Code Black: Stan krytyczny
Code Black: Stan krytyczny – amerykański serial telewizyjny (dramat medyczny) wyprodukowany przez ABC Studios, CBS Television Studios oraz Michael Seitzman's Pictures. Serial jest oparty na filmie dokumentalnym o tym samym tytule w reżyserii Ryana McGarry. Producentami wykonawczymi serialu są Michael Seitzman, David Semel, Ryan McGarry, Marti Noxon, Linda Goldstein-Knowlton oraz Brett Mahoney. Serial jest emitowany od 30 września 2015 roku przez CBS, a w Polsce od 3 października 2016 roku przez TV Puls.
24 maja 2018 roku, stacja CBS ogłosiła zakończenie produkcji serialu, trzeci sezon jest finałową serią.

## Fabuła
Fabuła serialu dzieje się w najbardziej ruchliwym i najsłynniejszym oddziale urazowym w USA, Los Angeles County Hospital, gdzie lekarze muszą zrobić wszystko, aby uratować życie pacjentów.

## Obsada

### Główna
- Marcia Gay Harden jako dr. Leanne Rorish, szefowa rezydentów na oddziale urazowym[5]
- Luis Guzman jako Jesse Salander, pielęgniarz odpowiedzialny za nowych rezydentów[6]
- Raza Jaffrey jako dr Neal Hudson[7] (sezon 1)[8]
- Benjamin Hollingsworth jako Mario Savetti, rezydent pierwszego roku[9]
- Bonnie Somerville jako Christa Lorenson, rezydent pierwszego roku (sezon 1)[8]
- Melanie Chandra jako dr Malaya Pineda, rezydent pierwszego roku[10] (sezony 1-2)[11]
- Harry Ford jako Angus Leighton, rezydent pierwszego roku
- William Allen Young jako dr Rollie Guthrie
- Boris Kodjoe jako dr Will Campbell[8][12]
- Jillian Murray jako dr Heather Pinkney[8]
- Rob Lowe jako dr Ethan Willis[13] (od sezon 2)

### Drugoplanowe
- Kevin Dunn jako dr Mark Taylor (sezon 1)
- Christina Vidal jako dr Gina Perello (sezon 1)
- Shiri Appleby jako dr Carla Niven, była dziewczyna Malaya Pineda[14] (sezon 1)
- Cress Williams jako dr Cole Guthrie (sezon 1-2)[15]
- Gabrielle Carteris jako Amy Wolowitz (sezon 1)
- Tommy Dewey jako Mike Leighton (sezony 1-2)
- Jesse Bradford jako Gordon Heshman, a psychotic stalker. (season 1)
- Jeff Hephner jako dr Ed Harbert
- Meagan Good jako dr Grace Adams[16] (sezon 1)
- Ellia English jako Isabel Mendez[17]
- Emily Nelson jako Hannah Reynolds
- Angela Relucio jako Risa Park
- Noah Gray-Cabey jako Elliot Dixon (od sezonu 2-)[18]
- Nafessa Williams jako Charlotte Piel (sezon 2)[18]
- Emily Tyra jako Noa Kean (od sezonu 2-)[18]
- Kathleen Rose Perkins jako Amanda Nolan[19] (sezon 2)
- Moon Bloodgood jako Rox[20] (sezon 3)
- Tyler Perez jako Diego[11] (sezon 3)

### Gościnne występy
- Gail O’Grady[15]
- Beau Bridges jako Pete Daelaney[21]
- Odell Beckham jako on sam[21]

## Odcinki
| Sezon | Sezon | Odcinki | Oryginalna emisja CBS | Oryginalna emisja CBS | Oryginalna emisja   | Oryginalna emisja | Oryginalna emisja |
| Sezon | Sezon | Odcinki | Premiera sezonu       | Finał sezonu          | Premiera sezonu     | Finał sezonu      |                   |
| ----- | ----- | ------- | --------------------- | --------------------- | ------------------- | ----------------- | ----------------- |
|       | 1     | 18      | 30 września 2015      | 24 lutego 2016        | 3 października 2016 | 1 lutego 2017     |                   |
|       | 2     | 16      | 28 września 2016      | 8 lutego 2017         | —                   | —                 |                   |
|       | 3     | 13      | 25 kwietnia 2018      | 18 lipca 2018         | —                   | —                 |                   |

## Produkcja
Po odejściu Maggie Grace z powodów twórczych, jej rola została powierzona Marcia Gay Harden, która początkowo miała zagrać rolę drugoplanową jako Christa Lorenson.
28 stycznia 2015 roku stacja CBS zamówiła pilotowy odcinek Code Black.
9 maja 2015 roku stacja CBS oficjalnie zamówiła pierwszy sezon serialu na sezon telewizyjny 2015/2016.
16 maja 2016 roku stacja CBS ogłosiła zamówienie 2 sezonu.
14 maja 2017 roku, stacja CBS ogłosiła zamówienie 3 sezonu.